# Bernard-Marthe Imbert de Saint-Amand
Bernard Marthe Imbert de Saint-Amand est un général français né à Paris le 30 novembre 1788 et mort dans la même ville le 29 mai 1864.

## Biographie
Bernard Imbert de Saint-Amand est le fils d'Auguste Bernard Imbert de Saint-Amand et de Joséphine Marthe Lefebvre de Lépine.
Il entre dans l'armée comme chasseur au 2e régiment de chasseurs à cheval le 24 octobre 1803. Il est fait brigadier le 24 juillet 1804. Il participe à la campagne contre l'empire d'Autriche pendant la guerre de la troisième coalition, en 1805. Il est fait maréchal des logis le 20 septembre 1805. En 1806 et 1807, il fait la campagne de Prusse et de Pologne pendant la guerre de la Quatrième Coalition. Il est détaché à la 3e division du 3e corps à la bataille d'Auerstaedt, le 14 octobre 1806, où il se distingue en montant sur le plateau de Kösen et a un cheval tué sous lui. En 1808, il stationne sur la côte de la Baltique. Au début de la guerre de la cinquième coalition, il fait partie de la grande armée d'Allemagne. Il surprend une avant-garde d'un bataillon autrichien le 2 avril 1809. Le 25 avril, il est nommé brigadier chef. Le 2 mai 1809, il se comporte brillamment devant Wels pendant plusieurs charges contre les uhlans et devient sous-lieutenant. Il se distingue à nouveau à la bataille de Raab où il est officier d'ordonnance du général Montbrun. Il a deux chevaux tués sous lui. Il se distingue à la bataille de Wagram par plusieurs charges et il est grièvement blessé au bras gauche. En 1810 et 1811, il est stationné sur les côtes de l'ouest. Pendant la campagne de Russie, il est blessé à Krasnoïe d'un coup de lance. Il est nommé lieutenant le 20 juillet 1812. Pendant la campagne d'Allemagne. Il est nommé capitaine le 8 juillet 1813. Il est blessé de plusieurs coups de sabre à Wachau, le 14 octobre 1813. Il est nommé aide de camp du général Pajol le 5 octobre 1813. À la bataille de Leipzig, il transmet les ordres du général Pajol au général Subervie de charges les troupes russes, il participe aux charges et doit se retirer du champ de bataille après avoir été blessé et son cheval tué par un boulet. Il participa à la campagne de France et se distingue pendant la guerre de la Septième Coalition. Il a été mis à la demi-solde en février 1815.
Il est nommé au régiment de Chasseurs du Var, capitaine adjoint major le 29 novembre 1815, puis capitaine commandant le 16 avril 1817 et passe alors aux dragons de la garde où il prend le rang de chef d'escadron le 9 janvier 1822. Le 18 décembre 1822, il est nommé major au 12e régiment de dragons, puis au 11e régiment de dragons, en 1827, enfin aux lanciers de la garde le 29 octobre 1828. 
Il a été fait baron de Saint-Amand le 2 juillet 1824. Il s'est marié le 23 mai 1825 avec Flore Domon (1805-1872), fille du général Jean-Siméon Domon, dont il a deux enfants, Philippine Imbert de Saint-Amand (1832-1875) et Arthur-Léon Imbert de Saint-Amand (1834-1900). 
Il est licencié, mis en non activité avec le grade de lieutenant-colonel le 11 août 1830.
Il participe à la guerre belgo-néerlandaise en 1831 comme attaché à l'état-major de l'armée du Nord. Le 7 janvier 1832, il est nommé lieutenant-colonel du 8e régiment de dragons, luis colonel du 2e régiment de dragons le 7 juillet 1833.
Il est nommé général de brigade le 23 août 1846 à l'état-major général. Il est nommé inspecteur général de la gendarmerie le 1er juin 1847.
Il est inhumé au cimetière de Montmartre (division 20) avec son fils.

## Distinctions
- Chevalier de la Légion d'honneur, le 11 octobre 1812[2].
- Chevalier de l'ordre royal et militaire de Saint-Louis, le 25 avril 1821.
- Officier de la Légion d'honneur, le 30 octobre 1830.
- Commandeur de la Légion d'honneur, le 25 avril 1840.
- Officier de l'Ordre de Léopold, le 30 juin 1840.